# Lillian Tibatemwa-Ekirikubinza
Lillian Tibatemwa-Ekirikubinza là một luật sư và thẩm phán người Uganda, người đã từng là Chánh án Tòa án Tối cao Uganda, kể từ năm 2015.

## Bối cảnh và giáo dục
Bà được sinh ra tại quận Iganga ngày nay vào năm 1961. Bà học luật tại Đại học Makerere, ở Kampala, Uganda, tốt nghiệp Cử nhân Luật. Bà cũng có bằng Diploma về Thực hành Pháp lý, được trao bởi Trung tâm Phát triển Luật, cũng tại Kampala.
Bằng Thạc sĩ Luật của bà trong luật thương mại, được lấy từ Đại học Bristol ở Vương quốc Anh. Bà cũng có bằng Tiến sĩ về Luật, lấy từ Đại học Copenhagen ở Đan Mạch.

## Nghề nghiệp
Tibatemwa-Ekirikubinza từng là giảng viên sau đó là giáo sư và sau đó là giáo sư luật tại Đại học Makerere. Sau đó, bà được thăng lên cấp Phó Hiệu trưởng chịu trách nhiệm về các vấn đề học tập tại tổ chức. Trong khoảng thời gian sáu tháng, từ tháng 4 năm 2009 đến tháng 10 năm 2009, bà từng là Phó Hiệu trưởng của Đại học Makerere. Vào năm 2013, bà được bổ nhiệm vào Tòa phúc thẩm Uganda, phục vụ trong cương vị đó cho đến năm 2015, khi bà được bổ nhiệm vào Tòa án tối cao. Bà được bầu vào Ủy ban Quốc tế của các luật gia trong nhiệm kỳ năm năm.
Thẩm phán Tibatemwa-Ekirikubinza là một trong những thẩm phán của Tòa án Hiến pháp, người được bầu với số phiếu đa số 4:1, rằng "không có điều khoản nào trong Hiến pháp quy định việc tái bổ nhiệm một Chánh án về hưu". Bà đã có ý kiến đa số trong phán quyết đó. Phán quyết của tòa án đưa ra đã khiến Thẩm phán Benjamin Odoki không đủ điều kiện để trở lại làm Chánh án, vì ông đã đạt đến tuổi nghỉ hưu bắt buộc là 70.